# Frankenweenie (film, 1984)
Cet article concerne le film original de 1984. Pour le remake de 2012, voir Frankenweenie (film, 2012).
Pour plus de détails, voir Fiche technique et Distribution.
Frankenweenie est un court-métrage de Tim Burton, sorti aux États-Unis le 14 décembre 1984, qui s'inspire de Frankenstein, version canine. Une version en long métrage a été réalisée en 2012 : Frankenweenie.

## Synopsis
Lorsque Sparky, le chien de Victor Frankenstein (Barret Oliver) est renversé par une voiture, Victor est complètement désespéré. Il retrouve espoir lorsqu'à l'école, son professeur de biologie électrocute une grenouille morte pour la faire réagir. Victor trouve ainsi la manière idéale de ramener son chien à la vie. Mais quand ses voisins et ses parents aperçoivent Sparky-le-ressuscité, le jeune garçon doit les convaincre qu'en dépit des apparences, Sparky est resté le même chien.

## Fiche technique
- Réalisation : Tim Burton
- Scénario : Lenny Ripp, d’après une histoire de Tim Burton
- Photographie : Thomas E. Ackerman
- Montage : Ernest Milano
- Décors : John B. Mansbridge
- Musique : Michael Convertino, David Newman
- Producteur : Julie Hickson, Rick Heinrichs (producteur associé)
- Société de production : Walt Disney Pictures
- Budget : 1 000 000 $
- Langue : anglais
- Durée : 29 minutes
- Dates de sortie :
  - Los Angeles[1] : 14 décembre 1984
  - ressortie États-Unis[1] : 6 mars 1992 avec Blame It on the Bellboy

## Distribution
- Shelley Duvall : Susan Frankenstein
- Daniel Stern : Ben Frankenstein
- Barret Oliver : Victor Frankenstein
- Joseph Maher : M. Chambers
- Roz Braverman : Mme Epstein
- Paul Bartel : M Walsh
- Domino : la fille de M. Chambers
- Jason Hervey : Franck Dale
- Paul C. Scott : Mike Anderson
- Sparky : le chien de Victor, Sparky
- Hellen Bell : Mme Curtis

## Commentaires
- Le film a été réalisé à partir de 1982 par Tim Burton travaillant alors aux Studios Disney. C'est un hommage aux films d'horreur des années 1930[1].
- Le chien est présent en tant que clin d'œil dans le manga Beck.
- Ce film est présent dans le DVD édition spéciale de L'Étrange Noël de monsieur Jack.
- Tim Burton a réalisé une adaptation sur grand écran du film, intitulée elle aussi Frankenweenie. Elle a été réalisée en animation en volume, technique déjà utilisée par Burton sur L'Étrange Noël de monsieur Jack et Les Noces funèbres.
- Le 11 juin 2012, Walt Disney Studios et RealD lancent une exposition itinérante mondiale sur l'art du film Frankenweenie[2]. Elle est présentée au CineEurope de Barcelone du 18 au 21 juin, puis du 11 au 15 juillet au Comic-Con 2012 à San Diego et doit passer dans 7 pays dont la France, le Royaume-Uni, le Japon, le Mexique et le Canada[2]. Article source introuvable .